# Meeri Bodelid
Meeri Annikki Bodelid (* 23. Dezember 1943 in Tornio) ist eine ehemalige schwedische Skilangläuferin, Radrennfahrerin, Leichtathletin und Triathletin.
Bodelid, die für den IK Ymer aus Borås und den Högbo AIK startete, nahm im Skilanglauf an den Olympischen Winterspielen 1972 in Sapporo teil. Dort belegte sie den 33. Platz über 5 km, den 19. Rang über 10 km und den achten Platz mit der Staffel. Zwei Jahre später wurde sie bei den nordischen Skiweltmeisterschaften in Falun Fünfte mit der Staffel. Bei den nordischen Skiweltmeisterschaften 1978 in Lahti lief sie auf den 26. Platz über 10 km, auf den 20. Rang über 20 km und auf den vierten Platz mit der Staffel. Bei den Svenska Skidspelen 1970 und 1977 kam sie jeweils auf den dritten Platz und im Jahr 1978 auf den zweiten Platz mit der Staffel. Bei schwedischen Meisterschaften siegte sie in den Jahren 1969 und 1971 über 5 km und 10 km, 1971 und 1974 über 10 km und im Jahr 1979 mit der Staffel von Högbo AIK.
Als Radrennfahrerin wurde Bodelid 1971 und 1972 schwedische Meisterin zusammen mit Elisabet Höglund und Monika Bengtsson im Team und 1975 im Straßenrennen. Bei den Straßen-Weltmeisterschaften 1971 in Mendriso errang sie den 17. Platz.
Bodelid gewann 1986 und 1987 das Lidingöloppet und wurde 1982 schwedische Meisterin im Marathonlauf.